# دیاگو سیلوستره
دیاگو سیلوستره بیتنکورت (به پرتغالی: Diogo Silvestre Bittencourt) مدافع اهل برزیل است که در شهر پاراناوایی، پارانا، برزیل و در تاریخ ۳۰ دسامبر ۱۹۸۹ به دنیا آمده‌است.
دیاگو سیلوستره بیتنکورت در تیم‌های فوتبال براگا سابقهٔ حضور دارد.